# Stepanyans krekelzanger
Stepanyans krekelzanger (Helopsaltes amnicola synoniemen: Locustella amnicola en Bradypterus amnicola) is een zangvogel uit de familie Locustellidae. De Nederlandse naam verwijst naar de Armeense ornitholoog Leo Surenovich Stepanyan die deze vogel in 1972 wetenschappelijk heeft beschreven.

## Verspreiding en leefgebied
Deze soort broedt op Sachalin, de zuidelijke Koerilen en Hokkaido en overwintert (waarschijnlijk) in de Filipijnen en Indonesië.